# قرقلرایلی
کیرکلارلی (به ترکی استانبولی: Kırklareli) یک شهر در ترکیه است که در استان قرقلرایلی واقع شده‌است.